# Dalbergia riedelii
Dalbergia riedelii är en ärtväxtart som först beskrevs av George Bentham, och fick sitt nu gällande namn av Noel Yvri Sandwith. Dalbergia riedelii ingår i släktet Dalbergia, och familjen ärtväxter. Inga underarter finns listade i Catalogue of Life.